# Типовой детский сад (проект В. Кирхоглани)
Типовой детский сад по проекту В. Кирхоглани (проект 2-528К-СЯ1, детские ясли-сад на 180 мест) — здания в стиле советского модернизма. К примерам реализации проекта относятся здания по адресам: Новоизмайловский проспект 40 корпус 3, улица Новосёлов, 13, улица Новосёлов, 25, улица Орбели, 14.
В 1959 году было принято постановление об увеличении вдвое к 1965 году мест в дошкольных учреждениях и о постройке объединённых типовых дешёвых яслей-садов. В Ленинграде за разработку проекта таких зданий отвечал Валериан Кирхоглани.

Декоративные элементы с силуэтами животных на здании детского сада

Согласно СНиПам, на цокольном этаже здания расположены технические помещения (котельная, бойлерная, прачечная), на 1-2 этажах — помещения для детей, на 3 этаже — помещения для персонала (медкабинет, кухня, комнаты для отдыха сотрудников, дирекция). Для каждой группы в блоке были раздевалка, групповая комната (для младших групп — 50 м², в тихий час эта же комната служила спальной в обычных садах; в круглосуточных пятидневных яслях-садах предусматривались отдельные спальные комнаты) и санитарная (моечная, умывальная и уборная). Каждый блок группы для возможности сквозного проветривания выходил на обе стороны здания, и у каждого блока была лоджия, выходящая на прогулочную территорию. Две боковые лестницы здания обслуживали четыре группы (по две на первом и на втором этаже), центральная лестница вела в подвал и на третий меньший по площади этаж. Здание по проекту симметричное, третий этаж расположен по центру. Входы декорированы силуэтами животных в нерегулярной прямоугольной сетке; в описании проекта фигурные вставки отмечены как доступные к изменению, но на практике они стали отличительным знаком построенных по проекту зданий.
Облегчение строительства проекта осуществлялось за счёт того, что все несущие стены — равноудалённые поперечные, на фасаде они выделены играющими роль колонн выступами, облицованными светлым силикатным кирпичом. Между ними возможно поставить широкие окна из четырёх рам стандартного размера. Проект возможно реализовывать как из кирпича, так и из железобетонных панелей, возможна была его модификация в зависимости от количества детей.